# Eusko Alderdi Sozialista
Eusko Alderdi Sozialista (Partit Socialista Basc, EAS) fou un partit polític sorgit a Euskadi el novembre 1974 per tal de donar suport polític a ETA militar i oposar-se a ETA politicomilitar. El 1975 es va unir al partit d'Iparralde Herriko Alderdi Sozialista per a fundar Euskal Herriko Alderdi Sozialista, primer partit nacionalista basc a ambdues bandes del Pirineu. El 1977 es va integrar en el Partit Socialista Revolucionari Popular (HASI), un dels creadors de la coalició Herri Batasuna el 1978.